# Lars Knutzon
Lars Knutzon (Copenhaguen, 1 d'octubre de 1941) és un actor i director danès.

## Biografia
Lars Knutzon és fill de l'actor i director teatral Per Knutzon i de la cantant de cabaret Lulu Ziegler. Els seus inicis en el món de l'art dramàtic s'inicien quan es va graduar a l'escola de teatre del Odense Teaters el 1967, relació que mantindria després, participant en diferents projectes d'aquest teatre.
Knutzon va treballar durant molts anys com a actor i director en diversos teatres danesos, així com va tenir diverses aparicions en diversos papers a la televisió, la ràdio i el cinema. També ha estat actor de doblatge al danès en dibuixos animats, pel·lícules d'animació, així com en altres pel·lícules.
A l'escenari se'l coneix per la seva interpretació del paper principal a El somni d'una nit d'estiu (En Skærsommernatsdrøm), As You Like It (Som Man Behager), Don Quijote, Koks i Kulissen, Waiting for Godot (Mens vi venter på Godot), Woyzeck, Slutspil i a Hamlet .
A les pel·lícules i sèries de televisió daneses, va tenir diverses aparicions a John, Alice, Peter, Susanne og lille Verner, En stor familie, Ludo, Kald mig Liva, Bryggeren, i a les sèries de Nadal Nissebanden, Alletiders Nisse i Jul på Kronborg. El seu paper més important en el món de la televisió fou el de Bent Sejrø, ministre d'hisenda, assessor i mentor de Birgitte Nyborg a la sèrie Borgen. Del 1993 al 1995 va ser director de teatre a ABC Teatret. És el pare de Line Knutzon coneguda dramaturga danesa.

## Filmografia
- 1964: Gertrud
- 1965: Jensen længe leve
- 1969: Den gale dansker
- 1971-1972: Frokost
- 1975: Det gode i det onde
- 1976: Hjerter triomfa
- 1980: Verden er fuld af børn
- 1083: Med lille Klas i puny
- 1983: Kurt i Valde
- 1984: Nissebanden
- 1984: Detectiu privat Anthonsen (Anthonsen, sèrie de televisió)
- 1989: Lykken er en underlig fisk
- 1993: Viktor i Viktoria
- 1993: Hjælp - Min datter vil giftes
- 1995: Kun en pige
- 1997: L'ull d'àguila (Ørnens øje)
- 1999: TAXA
- 1999: Toast (sèrie de televisió)
- 1998: Em pregunto qui et besarà ara
- 1998: Albert i el gran Rapallo (Albert)
- 1998: El (realment) últim truc de la colla Olsen (Olsen-bandens sidste stik)
- 1999: Manden som ikke ville dø
- 2000: Unitat Un - Els especialistes (Rejseholdet, sèrie de TV, 1 episodi)
- 2000: Notícies de Pettson i Findus (Pettson och Findus - Kattonauten, veu)
- 2001: En kort en lang
- 2004: Oh Happy Day
- 2005: Demà, Findus, hi haurà alguna cosa (Pettson och Findus 3)
- 2009: Kuddelmuddel a Pettson & Findus (Pettson & Findus - Glömligheter, veu)
- 2010: Protectors - A la vida i la mort (Livvagterne)
- 2010-2013: Borgen (Borgen, sèrie de televisió, 22 capítols)
- 2013: Otto er et næsehorn (pel·lícula d'animació, veu danesa)
- 2013: Det grå guld
- 2013: missions MGP

### Director
- 1990: Jul i den gamle trædemølle (sèrie de TV)
- 1998: Søs & Kirsten: LIVE i Kongeriget (pel·lícula)
- 2002: Arsenik og gamle kniplinger (pel·lícula de TV)

### Guionista
- 1984: Pallesen Pilmark Show